# Pinguicula jaumavensis
Pinguicula jaumavensis este o specie de plante carnivore din genul Pinguicula, familia Lentibulariaceae, ordinul Lamiales, descrisă de P. Debbert. Conform Catalogue of Life specia Pinguicula jaumavensis nu are subspecii cunoscute.